# Mitrídates I del Ponto
Mitrídates I (Griego: Mιθριδάτης Α' Kτίστης), rey del Ponto, llamado fundador (esto es: Kτιστης, Ktistes), ya que fue el fundador del reino del Ponto en Anatolia, que gobernó entre el 302 y el 266 a. C. Fue hijo de Mitrídates II de Cíos.
Según Plutarco, Antígono uno de los diádocos que controló una parte del imperio de Alejandro tenía por uno de sus asistentes a Mitrídates, el hijo del gobernador de Cíos. Siendo Mitrídates de la misma edad y amigo de Demetrio I de Macedonia. El padre de Demetrio, Antígono, se enajenó con el joven a partir de un sueño metafórico donde este le robaba una cosecha de oro y huía hacia el mar Negro. Sea como fuese Antígono asesinó al padre de Mitrídates en su ciudad de Cíos en el año 302 a. C. posiblemente para evitar su unión a la liga de Casandro y sus confederados. Antes de que Antígono pudiese asesinar a Mitrídates con el fin de evitar posibles venganzas, fue advertido por su amigo Demetrio hijo de Antígono. El joven Mitrídates, huyó esa noche de Capadocia y se refugió con algunos partidarios en la fortaleza de Cimiata, en Paflagonia. Tras la derrota de las fuerzas de Antígono y Demetrio en la batalla de Ipso, Mitrídates expandió su dominio por el Ponto y libró combates continuos contra los seleúcidas por espacio de 20 años hasta asumir, en 281 a. C., el título de rey (Βασιλεύς, basileus).
Ese mismo año firmó una alianza con la ciudad bitinia de Heraclea Póntica para concederle protección contra Seleuco I Nicátor; poco más tarde, derrotó a las fuerzas enviadas en su contra por Ptolomeo I de Egipto con la ayuda de tropas galas recientemente instaladas en el Asia. Poco más se sabe de su reinado, que concluyó tras 36 años; fue sucedido por su hijo Ariobarzanes y enterrado en un mausoleo real ubicado junto a Amaseia, la capital del reino. Todos los reyes del Ponto tendrían sepultura junto a él hasta la caída de Sínope en 183 a. C. 
Apiano afirma que era descendiente en octava generación del primer sátrapa del Ponto bajo Darío el Grande, y antecesor en sexta de Mitrídates VI Eupator; Plutarco, en cambio, afirma que las generaciones entre Mitrídates I y la derrota del Ponto por los romanos fueron ocho.
| Predecesor: Cargo creado | Rey del Ponto 281 – 266 a. C. | Sucesor: Ariobarzanes |